# Anomophysis ellioti
Anomophysis ellioti là một loài bọ cánh cứng trong họ Cerambycidae.